# Công bằng xã hội

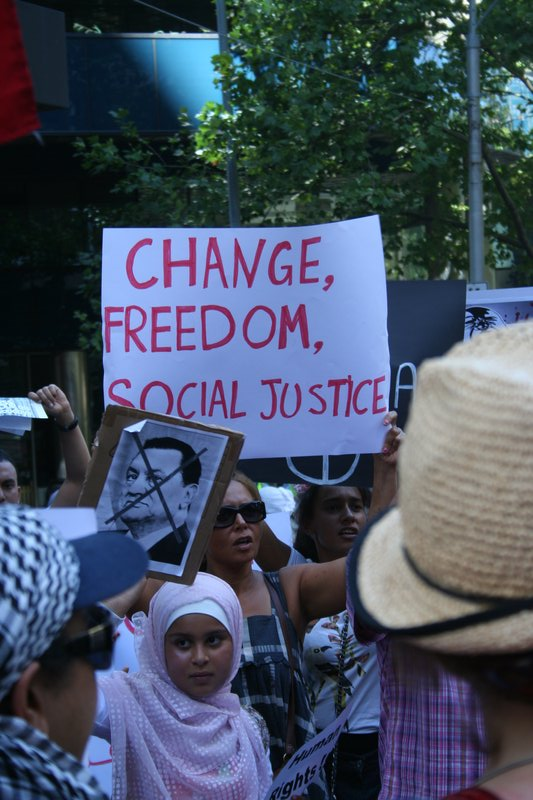
Một người biểu tình giương cao một tấm biển kêu gọi "thay đổi, tự do, công bằng xã hội" tại một cuộc biểu tình năm 2011.

Công bằng xã hội là một khái niệm về mối quan hệ công bằng và chính đáng giữa cá nhân và xã hội. Điều này được đo lường bằng các điều khoản rõ ràng và ngấm ngầm để phân phối của cải, cơ hội bình đẳng cho hoạt động cá nhân và các đặc quyền xã hội. Ở phương Tây cũng như các nền văn hóa châu Á lâu đời, khái niệm công bằng xã hội thường đề cập đến quá trình đảm bảo rằng các cá nhân hoàn thành vai trò xã hội của họ và nhận được những gì họ có được từ xã hội. Trong các phong trào cơ sở toàn cầu hiện nay cho công bằng xã hội, người ta nhấn mạnh vào việc phá vỡ các rào cản đối với di động xã hội, tạo ra các mạng lưới an sinh xã hội và công bằng kinh tế.
Công bằng xã hội giao quyền và nghĩa vụ trong các tổ chức của xã hội, cho phép mọi người nhận được những lợi ích cơ bản và gánh nặng hợp tác. Các tổ chức có liên quan thường bao gồm thuế, bảo hiểm xã hội, y tế công cộng, trường công lập, các dịch vụ công, luật lao động và quy định của thị trường, để đảm bảo công bằng trong việc phân phối của cải, và cơ hội bình đẳng.
Các giải thích liên quan đến công lý với mối quan hệ qua lại với xã hội được trung gian bởi sự khác biệt trong truyền thống văn hóa, một số trong đó nhấn mạnh trách nhiệm cá nhân đối với xã hội và những người khác về sự cân bằng giữa tiếp cận quyền lực và sử dụng có trách nhiệm. Do đó, công bằng xã hội được viện dẫn ngày hôm nay trong khi diễn giải lại các nhân vật lịch sử như Bartolomé de las Casas, trong các cuộc tranh luận triết học về sự khác biệt giữa con người, trong nỗ lực vì bình đẳng giới, chủng tộc và xã hội, để ủng hộ công lý cho người di cư, tù nhân, môi trường và người khuyết tật về thể chất và phát triển.
Trong khi khái niệm công bằng xã hội có thể được bắt nguồn từ thần học của Augustinô thành Hippo và triết học của Thomas Paine, thuật ngữ "công bằng xã hội" đã được sử dụng chính thức vào những năm 1780. Một linh mục dòng Tên tên là Luigi Taparelli thường được ghi công trong việc đặt ra thuật ngữ này và nó đã lan rộng trong cuộc cách mạng năm 1848 với tác phẩm của Antonio Rosmini-Serbati. Tuy nhiên, nghiên cứu gần đây đã chứng minh rằng việc sử dụng cách diện đạt "công bằng xã hội" đã có từ trước đó (thậm chí trước thế kỷ 19). Ví dụ, ở Anglo-America, thuật ngữ này xuất hiện trên The Federalist Papers, số 7: "Chúng tôi đã quan sát thấy ý định trả thù bị kích thích ở Connecticut do hậu quả của sự định nghĩa của Pháp luật Rhode Island và chúng tôi suy luận hợp lý rằng, trong những trường hợp tương tự, trong những trường hợp khác, một cuộc chiến tranh, không phải trên giấy tờ, mà là bạo lực thực sự, sẽ trừng phạt những vi phạm tàn bạo như vậy về nghĩa vụ đạo đức và công bằng xã hội. "